# Mad (EP)
Pour les articles homonymes, voir MAD.
Albums de Got7
Just Right
(2015) Moriagatteyo
(2016)
Singles
1. If You Do
Sortie : 30 septembre 2015

Mad (stylisé MAD) est le quatrième mini-album du boys band sud-coréen Got7. Il est sorti le 30 septembre 2015 avec comme titre promotionnel "If You Do".

## Liste des pistes
| 1.    | If You Do                  | Sam Lewis                         | 라도                   | 3:33 |
| 2.    | Put Your Hands Up (손들어) | 박진영, 조민형                    | 박진영, 조민형         | 3:08 |
| 3.    | Feels Good (느낌이 좋아)   | Chloe, Noday, Jackson Wang, Mark  | Chloe, Noday           | 3:35 |
| 4.    | Good                       | E.One, 이만성, Jackson Wang, Mark | E.One                  | 3:11 |
| 5.    | Eyes On You (눈이가요)     | 주찬양, Maxx Song                 | Command Freaks, 주찬양 | 3:24 |
| 6.    | Tic Tic Tok                | Chloe, Noday, Jackson Wang        | Noday, Chloe           | 3:22 |
| 20:08 |                            |                                   |                        |      |

## Réédition

### Liste des pistes
| 1.    | Confession Song (고백송)   | J.Y. Park "The Asian Soul"        | J.Y. Park "The Asian Soul"                     | 3:33 |
| 2.    | Everyday (매일)            | Def soul (JB), 조민형             | Def soul (JB), 조민형                          | 3:11 |
| 3.    | The Star (이.별)           | Junior                            | Andreas Stone Johansson, Matt Wong, Steven Lee | 3:52 |
| 4.    | If You Do                  | Sam Lewis                         | 라도                                           | 3:33 |
| 5.    | Put Your Hands Up (손들어) | 박진영, 조민형                    | 박진영, 조민형                                 | 3:08 |
| 6.    | Feels Good (느낌이 좋아)   | Chloe, Noday, Jackson Wang, Mark  | Chloe, Noday                                   | 3:35 |
| 7.    | Good                       | E.One, 이만성, Jackson Wang, Mark | E.One                                          | 3:11 |
| 8.    | Eyes On You (눈이가요)     | 주찬양, Maxx Song                 | Command Freaks, 주찬양                         | 3:24 |
| 9.    | Tic Tic Tok                | Chloe, Noday, Jackson Wang        | Noday, Chloe                                   | 3:22 |
| 10.   | If You Do (Stage version)  | Sam Lewis                         | 라도                                           | 3:33 |
| 34:16 |                            |                                   |                                                |      |

## Classement

### Album
| Classement                            | Meilleure position |
| ------------------------------------- | ------------------ |
| South Korea Gaon Weekly Albums Chart  | 1                  |
| South Korea Gaon Monthly Albums Chart | 5                  |

### MAD
| Année | Gaon (Ventes physiques) |
| ----- | ----------------------- |
| 2015  | Plus de 91 119          |
| 2016  | Plus de 1 298           |

### MAD Winter Edition
| Année | Gaon (Ventes physiques) |
| ----- | ----------------------- |
| 2015  | Plus de 24 119          |
| 2016  | Plus de 640             |

### Singles
If You Do
| Classement                   | Meilleure position |
| ---------------------------- | ------------------ |
| Gaon Singles chart           | 9                  |
| Gaon Streaming Singles chart | 25                 |
| Gaon Download Singles chart  | 12                 |
| Gaon BGM chart               | 17                 |

Confession Song
| Classement                   | Meilleure position |
| ---------------------------- | ------------------ |
| Gaon Singles chart           | 34                 |
| Gaon Streaming Singles chart | 88                 |
| Gaon Download Singles chart  | 25                 |